# Бартек-переможець
Бартек-переможець — роман Генрика Сенкевича, написаний у 1882 році.

## Зміст
Дія відбувається у другій половині ХІХ століття. Головний герой, Бартек Словік (з пол. słowik — «соловейко») — це звичайний селянин, який живе у селі Погненбін у Великопольщі (у той час перебувало під владою Пруссії). Він має дружину й дитину. Його спокійне життя закінчується, коли у 1870 році починається франко-прусська війна. Бартека, як громадянина Пруссії, беруть в армію та відправляють на війну. Завдяки своїй величезній силі, Бартек, приголомшений прусською пропагандою та військовою дисципліною, відзначається під час битви, намагаючись здобути визнання прусських генералів. Під час однієї з акцій проти партизанів його підрозділ бере групу військовополонених. Двоє з них виявляються поляками, які служили у французькій армії. З цього моменту він починає роздумувати про те, з ким він бореться і за що бореться. Однак він не вирішує звільнити в'язнів. З цього моменту він починає вживати все більше алкоголю, і швидко забуває про свої переживання.
Після війни він повертається додому деморалізованою людиною, що має потяг до алкоголю. Його господарство зруйноване і має борги. Бартек вважає, що зробив так багато добра для Пруссії, що він і його сім'я заслуговують поваги. Однак виявляється, що після переможної війни серед місцевих німців зросли націоналістичні тенденції. Бартек переконується в цьому, коли його син повертається зі школи побитим німецьким вчителем. Коли він заступається за свого сина, відбувається бійка. Побитий вчитель подає на нього до суду, який стає на сторону німця. Бартек на рік потрапляє у в'язницю. Він розлючений і в розпачі. Крім того, його господарство, яке було боржником німців, занепало. Місцевий польський поміщик пропонує йому допомогу. Однак заляканий німецькими офіцерами Бартек не голосує за нього під час місцевих виборів, за що його засуджує польська громада. Зрештою, він і його сім'я змушені залишити свою ферму-боржника.